# Балка Горожина
Балка Горожина — балка (річка) в Україні в Новобузькому й Баштанському районах Миколаївської області. Ліва притока річки Інгулу (басейн Чорного моря).

## Опис
Довжина балки приблизно 25,44 км, найкоротша відстань між витоком і гирлом — 18,97 км, коефіцієнт звивистості річки — 1,34. Формується декількома балками й загатами. На деяких ділянках балка пересихає.

## Розташування
Бере початок на південно-західній околиці села Загальна Користь. Тече переважно на південний захід через села Петрівку та Добру Волю й на південно-східній околиці села Ганнівка впадає в річку Інгул, ліву притоку річки Південного Бугу.

## Цікаві факти
- Біля села Добра Воля балку перетинає автошлях Н11[3] (автомобільний шлях національного значення на території України, Дніпро — Кривий Ріг — Миколаїв. Проходить територією Дніпропетровської та Миколаївської областей.).
- На балці існують газгольдер та декілька газових свердловин[2].